# My Son Marshall, My Son Eminem
My Son Marshall, My Son Eminem je autobiografie z roku 2008 od Debbie Nelson, matky amerického rappera Eminema. S knihou jí pomáhala britská spisovatelka Annette Witheridge.

## Popis
Zahrnuje její celý život, včetně problémů a hádek s Eminemem. Podle ní je Eminemova verze příběhu plná lží, které si vymyslel. Nicméně říká, že se na svého syna nezlobí. V knize také uvádí, že v roce 2000 svého syna zažalovala za pomluvu, aby zastavila exekuci na svůj dům.
Kniha obsahuje jejich společné fotografie, ale i básně a texty, které napsal Eminem, ale nikdy nevydal.

## Pozadí
Týden před vydáním knihy byla žalována Nealem Alpertem, se kterým měla mít uzavřenou smlouvu a on měl dostat 25 procent ze zisku. S Alpertem se později zasnoubila. Žaloba byla následující rok zamítnuta.
Debbie Nelson zemřela 2. prosince 2024 ve věku 69 let na rakovinu plic.